# زن زیبای درشت

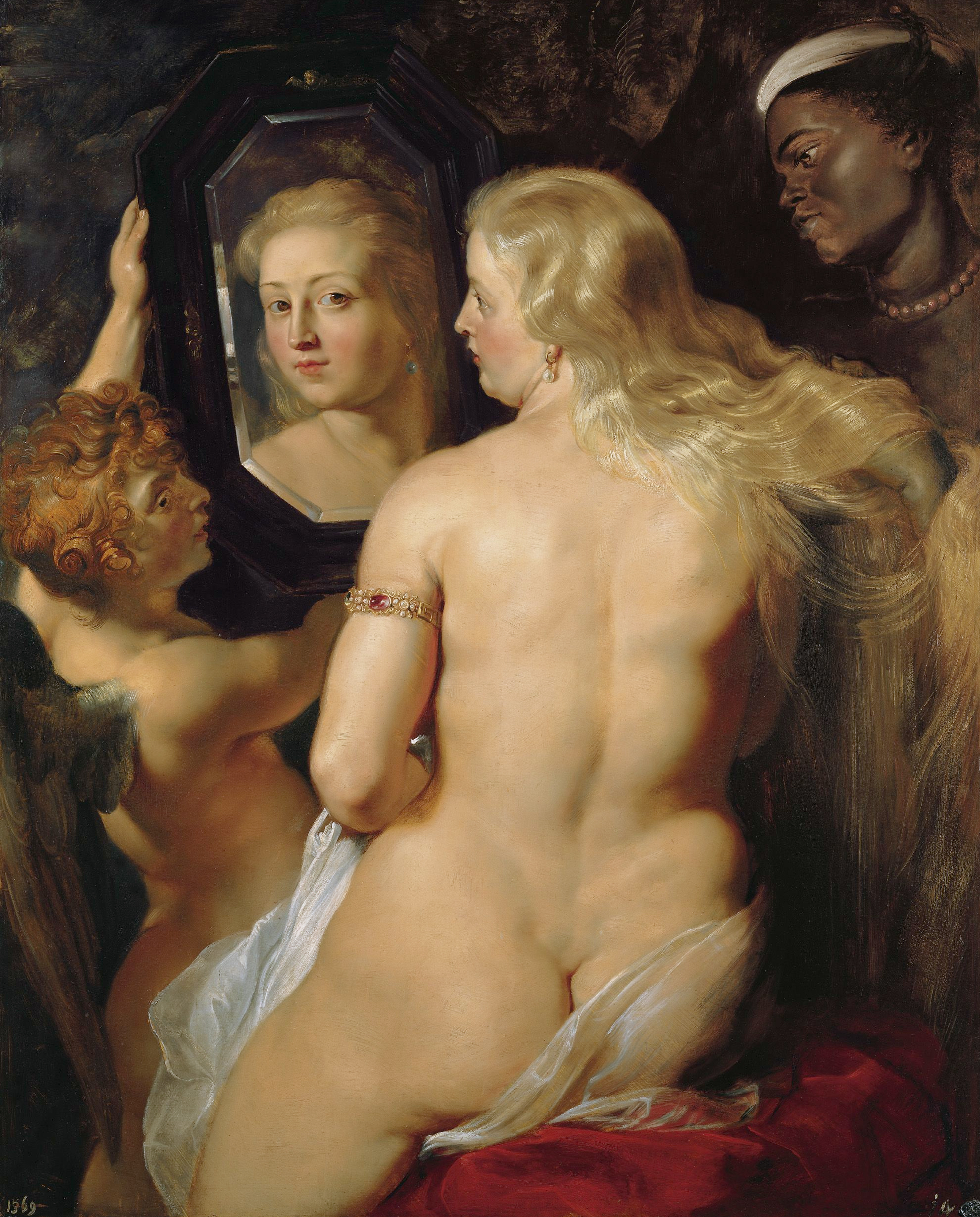
تابلوی ونوس در آیینه. اثر پیتر پل روبنس

زن زیبای درشت (انگلیسی: Big Beautiful Woman) (به اختصار: BBW) نیک‌واژه‌ای است برای زنان چاق و درشت اندام که مکرراً در مقولهٔ چاق پرستی بکار می‌رود. این واژه برای نخستین بار در سال ۱۹۷۹ و توسط «کارول شاو» ابداع گردید. وی مجله‌ای به نام «BBW Magazine» را با موضوع مد و سبک زندگی مدل‌های چاق منشر و روانهٔ بازار کرد.